# Neolith-Teich
Koordinaten: 51° 49′ 35″ N, 11° 59′ 41″ O

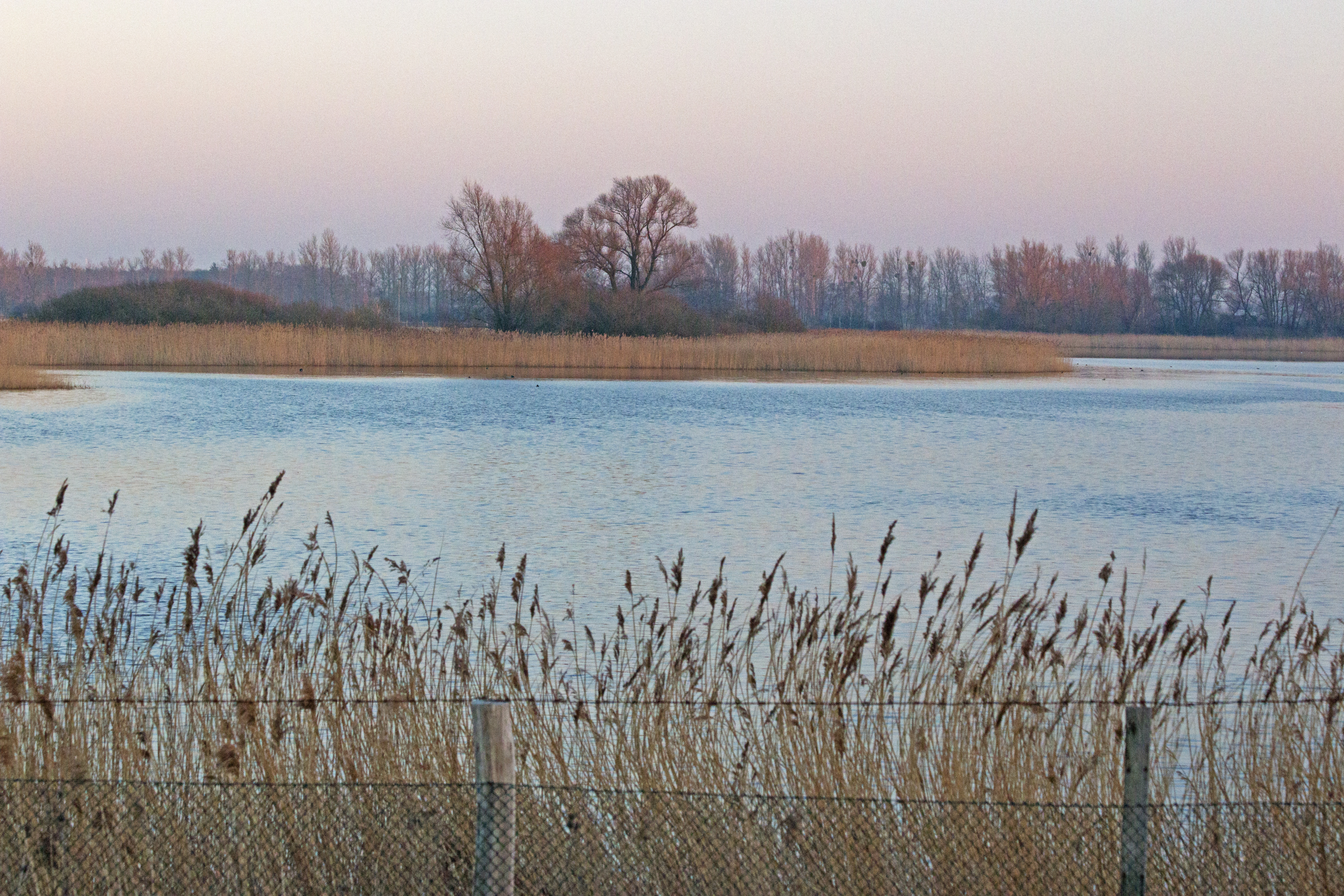
Blick über den Neolith-Teich im Winter

Der Neolith-Teich ist ein Naturschutzgebiet in der Stadt Aken (Elbe) und der Gemeinde Osternienburger Land im Landkreis Anhalt-Bitterfeld in Sachsen-Anhalt.
Das Naturschutzgebiet mit dem Kennzeichen NSG 0088 ist rund 107 Hektar groß. Es ist Bestandteil des Vogelschutzgebietes „Wulfener Bruch und Teichgebiet Osternienburg“ und teilweise vom Landschaftsschutzgebiet „Mittlere Elbe“ umgeben. Das Gebiet steht seit 2003 unter Schutz (Datum der Verordnung: 15. Dezember 2003). Zuständige untere Naturschutzbehörde ist der Landkreis Anhalt-Bitterfeld.
Das Naturschutzgebiet liegt nördlich von Köthen und südwestlich von Aken (Elbe) im Biosphärenreservat Mittelelbe. Es stellt den Neolith-Teich sowie die angrenzenden Bereiche unter Schutz. Der stauregulierte Teich ist durch Geländeeinsenkungen in einem ehemaligen Braunkohlerevier entstanden. Der maximal zwei Meter tiefe Teich wird in erster Linie vom Landgraben gespeist als auch zur Saale hin entwässert. Durch Abwassereinleitungen in den Landgraben weist der Neolith-Teich einen hohen Salzgehalt von 2400 bis 4500 mg/l auf.
Die Uferbereiche des Teichs werden von breiten Röhrichten gesäumt, an dessen wasserseitigen Rändern Bestände aus Schmalblättrigem Rohrkolben ausgebildet haben. Auf Wiesenflächen am Rand des Teiches siedeln Salzpflanzen, darunter Salzbunge, Kahle Melde, Strandmelde und Strandsode sowie salztolerante Arten wie Erdbeerklee, Roter Zahntrost und Echtes Tausendgüldenkraut. Sandkuppen werden von Strandnelkenfluren eingenommen. Daneben finden sich im Naturschutzgebiet Pappel- und Kiefernforste, Gehölzbestände aus nicht einheimischen Arten sowie Ackerflächen und intensiv genutztes Grünland. Die Forste und Gehölzbestände sollen zu naturnahen Beständen entwickelt werden. Für die landwirtschaftlichen Nutzflächen ist eine Extensivierung der Nutzung vorgesehen.
Das Naturschutzgebiet ist Lebensraum für eine reiche Avifauna. Bis zu 85 verschiedene Vogelarten konnten beobachtet werden, von denen über 20 auch hier brüten, darunter Tafelente, Knäkente, Löffelente, Haubentaucher, Rothalstaucher, Zwergtaucher, Rohrdommel, Zwergdommel, Rohrweihe, Teichrohrsänger, Drosselrohrsänger, Schilfrohrsänger, Rohrammer und Beutelmeise. Daneben hat das Gebiet eine große Bedeutung als Rastgebiet für nordische Gänsearten. So rasten und übernachten hier zwischen September und Dezember bis zu 40.000 Waldsaat- und Blässgänse, von denen in milden Wintern auch bis zu 5.000 Tiere überwintern. Weitere Gänsearten, die hier rasten, sind u. a. Kurzschnabelgans, Zwerggans, Kanadagans, Weißwangengans, Ringelgans und Rothalsgans.
Im Nordwesten des Teiches befindet sich eine Beobachtungsplattform, von der aus der Teich eingesehen werden kann. Der Neolith-Teich wird in den Sommermonaten (15. Juli bis 30. September) fischereiwirtschaftlich genutzt.
Das Naturschutzgebiet grenzt im Osten an die Bahnstrecke Köthen–Aken. Ansonsten wird es überwiegend von öffentlichen Straßen begrenzt. Nach Norden schließt sich jenseits der Straße ein Wochenendhausgebiet und Campingplatz am Akazienteich, im Süden ein Werksgelände an das Naturschutzgebiet an.